# Ikuo Matsumoto
Ikuo Matsumoto (Utsunomiya, 3. studenog 1941.) japanski je nogometaš.

## Klupska karijera
Igrao je za Toyo Industries.

## Reprezentativna karijera
Za japansku reprezentaciju igrao je od 1966. do 1969. godine. Odigrao je 11 utakmica postigavši 1 pogodak.
S japanskom reprezentacijom Ikuo Matsumoto je igrao na Olimpijskim igrama 1968.

## Statistika
| Japan  | Japan | Japan |
| Godina | Nast. | Gol.  |
| ------ | ----- | ----- |
| 1966.  | 4     | 1     |
| 1967.  | 3     | 0     |
| 1968.  | 2     | 0     |
| 1969.  | 2     | 0     |
| Ukupno | 11    | 1     |

## Vanjske poveznice
- National Football Teams
- Japan National Football Team Database